# Acamptopoeum nigritarse
Acamptopoeum nigritarse là một loài Hymenoptera trong họ Andrenidae. Loài này được Vachal mô tả khoa học năm 1909.